# Herzogtum Amalfi

Italien und das Herzogtum Amalfi (ein Kleinstaat in hellgelb), am Ende des 10. Jahrhunderts.

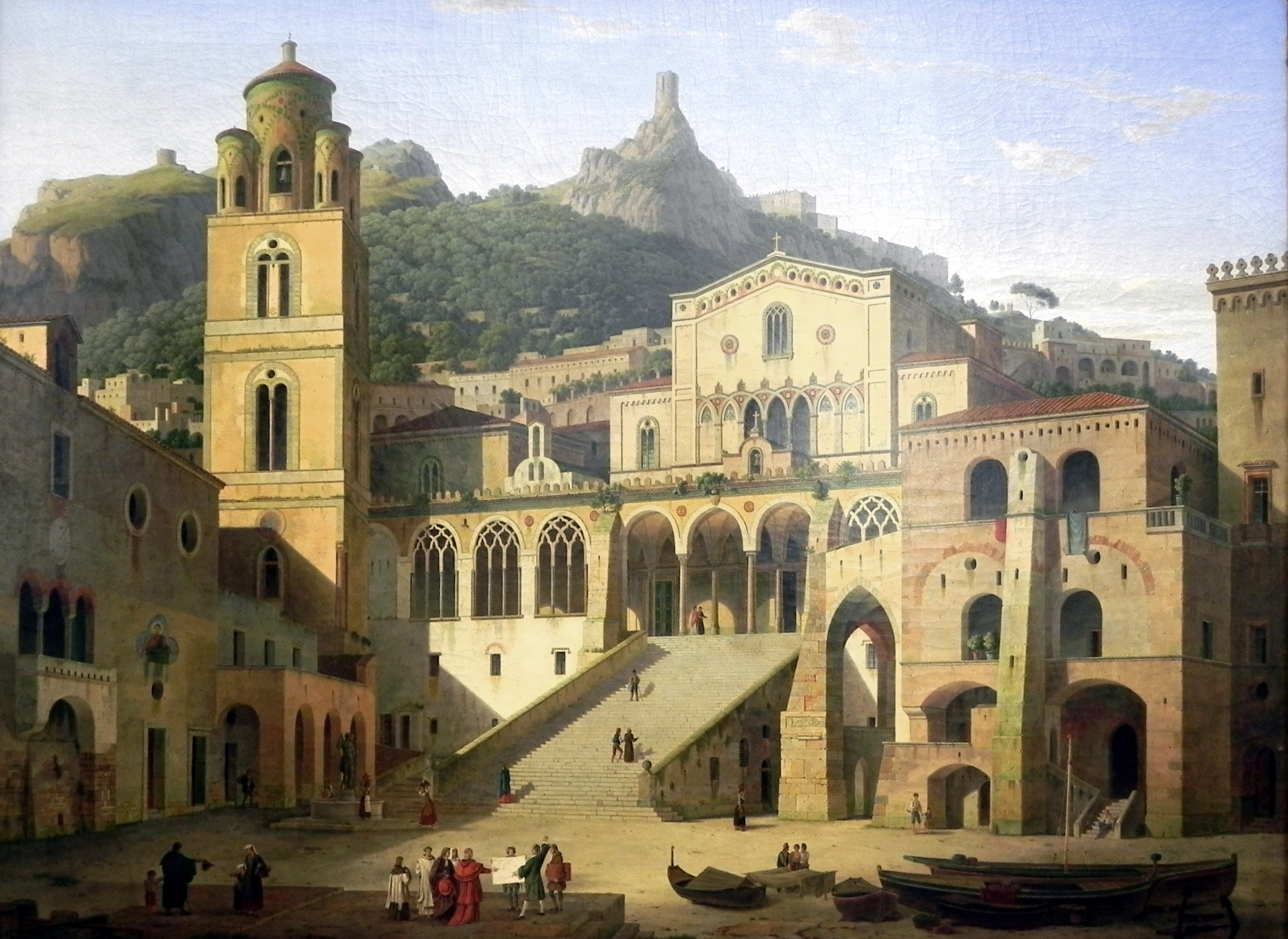
Der Domplatz von Amalfi (Gemälde von 1859)

Die Republik bzw.  das Herzogtum Amalfi war im 10. und 11. Jahrhundert ein de facto unabhängiger Staat in Süditalien mit der Stadt Amalfi als Zentrum. Es war eine Seerepublik. Stadt und Umland waren ursprünglich Teil des größeren Ducatus Neapolitanus, das einem Patricius unterstand, sich aber aus der byzantinischen Oberhoheit lösen konnte. Ein erster Herzog wurde im Jahr 958 gewählt. Amalfi wurde danach zu einer wirtschaftlichen Macht, deren Kaufleute den Handel in Italien und rund um das Mittelmeer ein Jahrhundert lang dominierten, bevor sie von der Konkurrenz zum Beispiel aus den Stadtstaaten Pisa und Genua überflügelt wurden. Im Jahr 1073 verlor Amalfi seine Unabhängigkeit und fiel an die Normannen. Robert Guiskard nahm den Titel dux Amalfitanorum an. Zwei Aufstände zu Wiedererlangung der Unabhängigkeit (1096–1101) und (1130–1131) scheiterten. Mit der Plünderung der Stadt 1135 und 1137 durch Pisa endete die große Zeit Amalfis.

## Herren von Amalfi

### Präfekten
- Marinus, 839–860
- Segius, 860
- Maurus, 860
- Marinus, 2. Mal, 866 – um 870
- Pulcharius, 866–879
- Stephanus 879–898, Schwiegersohn von Marinus, Schwager von Pulcharius
- Manso 898–914

### Patricii
- Mastalus I., Sohn Mansos, 914–953
  - Leo, 920–931
  - Johannes, 939–947
- Mastalus II., Sohn von Mastalus I., 953–957

### Herzöge
- Mastalus II., 957–958 als Herzog
- Sergius I. (II.)., 958–966, Usurpator
- Manso I. (II)., dessen Sohn, 966–1004, auch Fürst von Salerno (981–983)
  - Adelfer, Bruder Mansos, 984–986 Gegenherzog
- Johannes I. (II.), Sohn Mansos, 1004–1007, auch Herzog von Salerno (981–983)
- Sergius II. (III.), Sohn von Johannes, 1007–1028
- Manso II. (III.) der Blinde, 2. Sohn von Sergius II., 1028–1029, gemeinsam mit
  - Maria von Capua, seiner Mutter, 1028–1029
- Johannes II. (III.), Sohn von Sergius II., 1029–1034
- Manso II. (III.), 1034–1038, 2. Mal, wieder mit Maria
- Johannes II. (III.), 1038–1039, 2. Mal, wieder mit Maria
- Waimar IV. von Salerno, 1039–1052, auch Herzog von Salerno 1027–1052
  - Manso II. (III.), 1043–1052, 3. Mal
  - Waimar II., 1047–1052, dessen Sohn, Mitregent
- Johannes II. (III.), 1052–1069, 3. Mal
- Sergius III. (IV.), Sohn von Johannes II., 1069–1073
- Johannes III. (IV.), Sohn von Sergius III., 1073
- Robert Guiskard, ab 1073
- Guido, dessen Sohn, † 1107
- Gisulf II. von Salerno, 1088–1089, Fürst von Salerno 1052–1078, Gegenherzog
- Marinus Sebastus von Amalfi, 1096–1100, Gegenherzog

## Neapolitanische Herzöge
- Venceslao Sanseverino, 3. Conte di Tricario e Chiaromonte, 1. Duca di Venosa, 1398 Duca di Amalfi;
- Giordano Colonna, 1405 Duca di Amalfi
- Raimondo del Balzo Orsini, 1438 Duca di Amalfi, Fürst von Salerno, † 1459

Von 1461 bis 1583 und von 1639 bis 1783 war das Herzogtum Amalfi in der Hand der Familie Piccolomini:
- Antonio Todeschini Piccolomini (1437–1493), 1461 1. Duca di Amalfi, Bruder des Papstes Pius III.; ⚭ Maria d’Aragona, uneheliche Tochter von König Ferdinand I. von Neapel
- Alfonso I. Piccolomini, † 1503, deren Sohn, Herzog von Amalfi
- Alfonso II. Piccolomini, † 1563, dessen Sohn, Herzog von Amalfi
- Cesare I. Gonzaga (1536–1575), Graf von Gustalla, Herzog von Amalfi
- Ferrante II. Gonzaga (1563–1630), dessen Sohn, Graf, später Herzog von Guastalla, Herzog von Amalfi
- Ottavio Piccolomini (1599–1656), 1650 Reichsfürst, Herzog von Amalfi durch neue Belehnung 1639, Grundherr der ostböhmischen Herrschaft Nachod
- Enea Silvio Piccolomini, (1653–1673), 1656 Reichsfürst, Herzog von Amalfi, Grundherr der Herrschaft Nachod
- Lorenzo Piccolomini, (1656–1714), Reichsfürst, Herzog von Amalfi, Grundherr der Herrschaft Nachod
- Giovanni Venceslao Piccolomini, (1695–1742), Reichsfürst, Herzog von Amalfi, Grundherr der Herrschaft Nachod
- Ottavio Piccolomini (1698–1757), Reichsfürst, Herzog von Amalfi, Grundherr der ostböhmischen Herrschaft Nachod
- Giovanni Pompeo Piccolomini, (1694–1765), Herzog von Amalfi, Graf von Celano, Grundherr der Herrschaft Nachod
- Giuseppe Parille Piccolomini, (1751–1783), Herzog von Amalfi, Graf von Celano, Grundherr der Herrschaft Nachod
- Antonio de Zayas y Beaumont, Duque de Amalfi (1871–1945)